# René Pignon Descoteaux
René Pignon Descoteaux /ʁəˈne piˈɲõ dekɔˈto/ (circa 1645 – Parigi, 22 dicembre 1728) è stato un flautista francese.

## Biografia
Descoteaux viene messo in relazione con l'introduzione alla corte francese del flauto traverso conico a una chiave (flûte d’allemagne). Era figlio di François Pignon († 1699), un commerciante di Laval, il cui talento musicale gli permise di ottenere un posto come suonatore di flauto dolce e di oboe alla corte di Luigi XIV; il re fece creare per lui un quinto posto negli hautbois et musette de Poitou, che fu poi ereditato dal figlio. Così René all'età di 15 anni già sostituiva talvolta il padre e ciò è oggi causa di incertezze quando troviamo il loro nome nei livret du ballet perché non è chiaro quale dei due avesse effettivamente svolto l'incarico.
È altamente probabile che René, che compare nei rendiconti dei Menus-Plaisirs du roi dal 1677, abbia iniziato la sua carriera con il flauto dolce come il padre, ma fece in seguito fortuna con il flauto traverso.
Visse nel quartiere parigino di Sainte-Antoine, in rue de Charonne, non lontano da Philippe Rebillé, del quale era amico. Nel 1688 il padre gli cedette tutte le proprie mansioni di musicista di corte e René poté finalmente dirsi musicien du roi à part entière. Michel de La Barre fu suo allievo. Negli anni seguenti fu considerato un musicista d'eccezione e fu in contatto con molti personaggi di spicco. Raramente suonava con gruppi formati da più di quattro strumenti e spesso gli era sufficiente essere accompagnato da Robert de Visée alla tiorba o alla chitarra. Dal 1704 cominciò a esibirsi di meno e non prima del 1710 suona a Versailles nella tipica formazione con de Visée, Jean Buterne al clavicembalo e Antoine Forqueray alla viola da gamba. In quell'anno ricevette l'incarico di supervisore dei balletti e nel 1714 perse il posto negli hautbois et musette de Poitou. Nel 1707 Jacques Hotteterre prese il suo posto come flautista nel gruppo da camera del re.
Per trascorrere la vecchiaia gli fu concesso un appartamento nel Palazzo del Lussemburgo e un giardino per potersi dedicare alla coltivazione dei tulipani che praticava come hobby. Morì a 83 anni, un'età molto avanzata per un'epoca in cui l'aspettativa di vita media era di 30 anni. Sebbene sia menzionato anche come costruttore di strumenti a fiato, non è stato ritrovato alcuno strumento né composizioni attribuibili a lui.